# لیندی اینگلند
لیندی رانا اینگلند (به انگلیسی: Lynndie England)، (زاده ۸ نوامبر ۱۹۸۲) یک سرباز ذخیره در ارتش ایالات متحده امریکا است. لیندی از اعضای یازده نفری است که در سال ۲۰۰۵ از سوی دادگاه نظامی در ایالات متحده آمریکا برای شکنجه و سواستفاده از زندانیان در زندان ابوغریب بغداد محکوم گشت.

## دادگاه

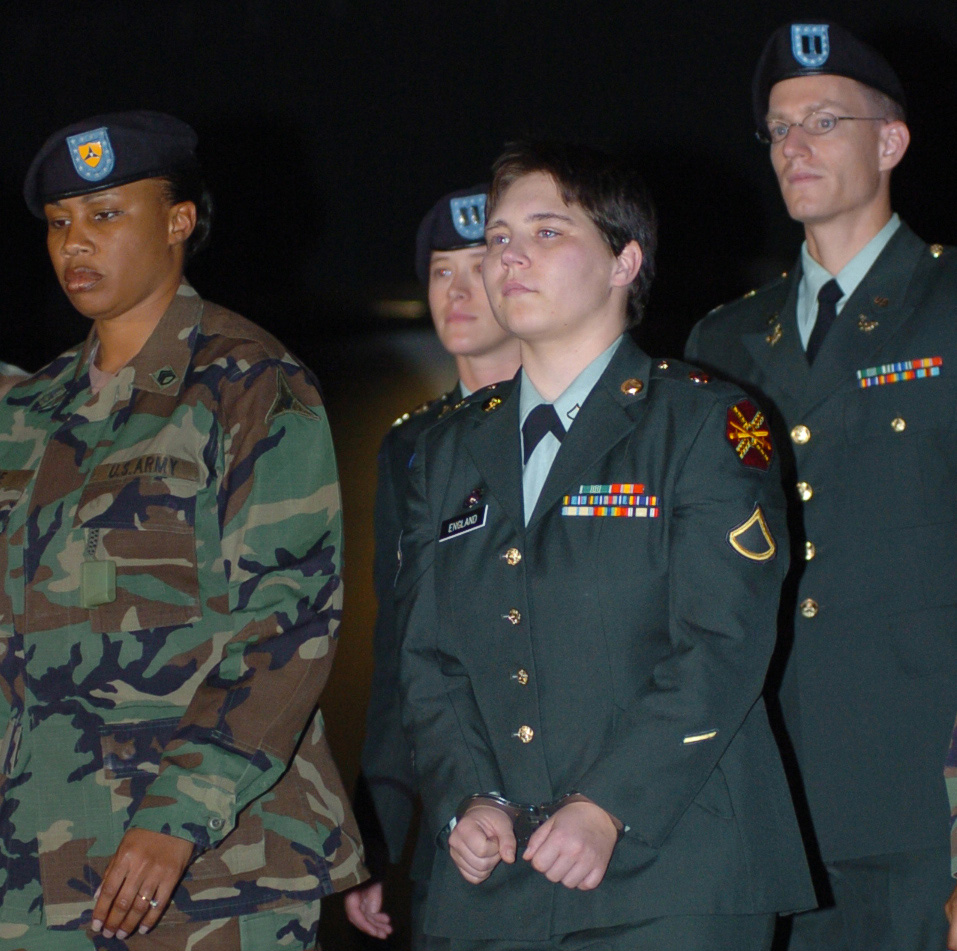
لیندی در حال خروج از دادگاه نظامی فورت هود

لیندی در ابتدا به جرم‌های سوء استفاده فیزیکی، روانی و جنسی از زندانیان زندان ابوغریب متهم گشت اما به دلیل بارداری او، مدتی زمان دادگاهش به تاخیر افتاد ولی در ۳۰ آوریل ۲۰۰۵ او به اتهام خود اعتراف کرد و قرار بر این شد که به خاطر همکاری با دادگاه مدت زندان او از ۱۶ سال به ۱۲ سال کاهش یابد و در ادامه دادگاه به دلیل متهم شدن چارلز گارنر به جرم‌های اصلی صورت گرفته، لبیندی در ۲۷ سپتامبر به سه سال زندان محکوم شد و بعد از گذراندن مدت محکومیتش از ارتش اخراج گشت.
چارلز گارنر نیز به ۱۰سال زندان محکوم گشت این در حالی بود که پیش از این دادگاه برای لیندی با تخفیف ۱۲ سال زندان را حکم کرده بود.
در جریان دادگاه‌های او مشخص شد که تصاویر دیگری هم از زندان ابوغریب در دست است که توسط وزارت دفاع آمریکا نگهداری می‌شود.

## نگارخانه

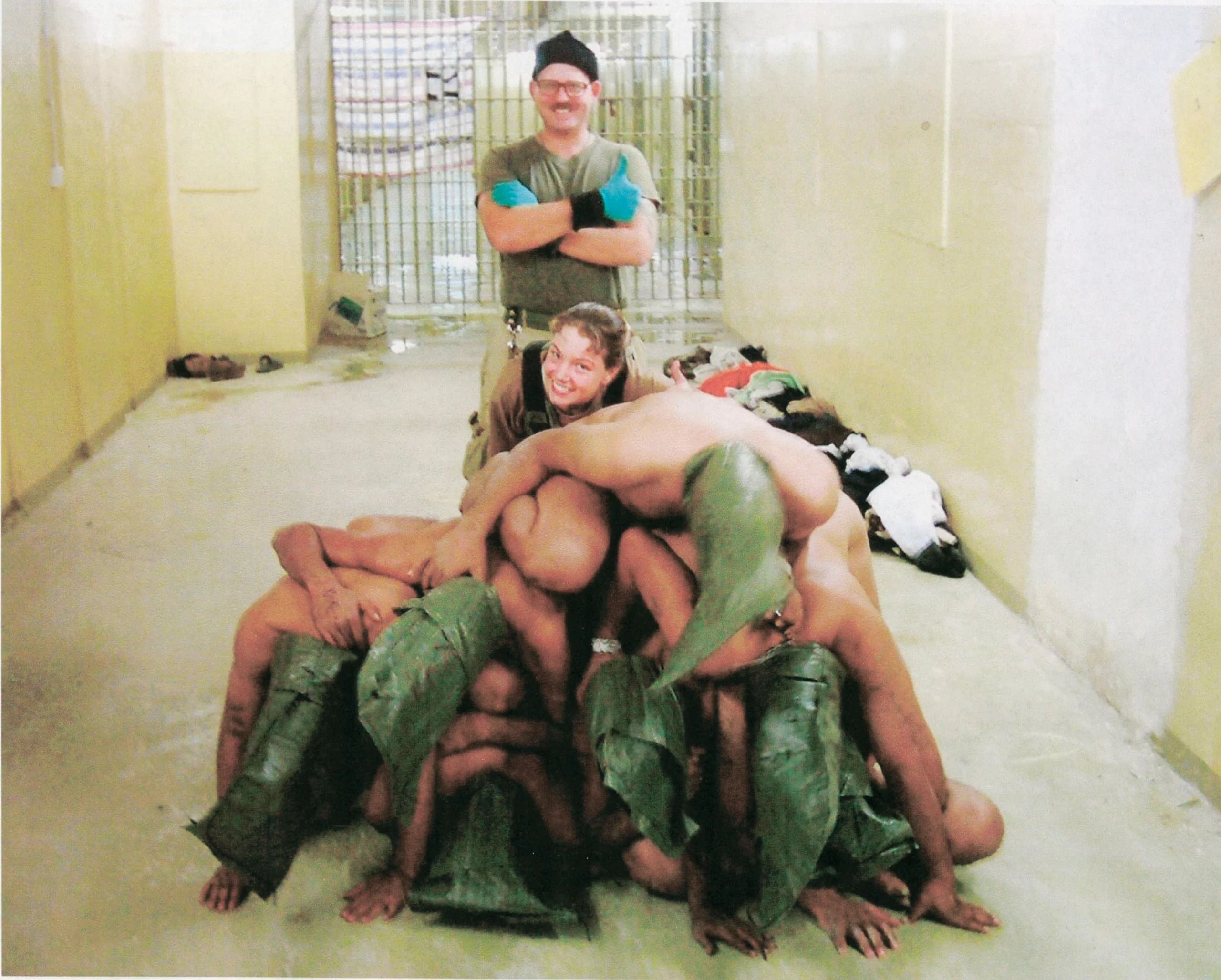
سابرینا هارمن و چارلز گارنر در ابوغریب
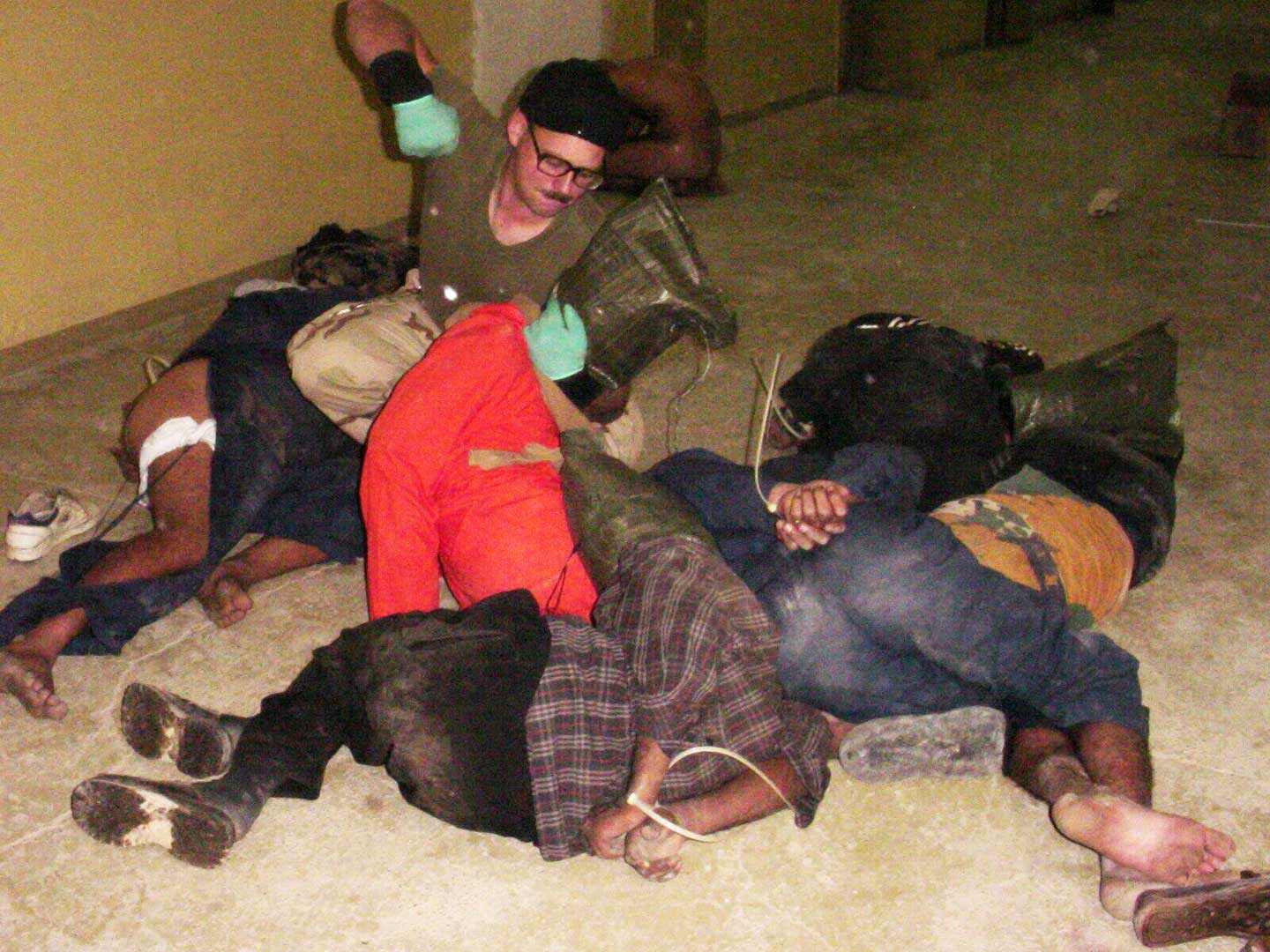
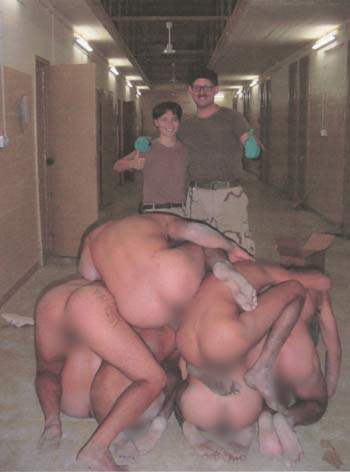
لیندی اینگلند و چارلز گارنر در ابوغریب